# Edigna
Edigna (11. století – 26. února 1109, Bavorsko) byla poustevnice.

## Původ
Údajně pocházela z francouzského královského rodu, byla snad dokonce dcerou krále Jindřicha I. Nicméně se oblékla do chudobného oděvu, opustila svou vlast a vydala se do Bavor, kde se usadila v Puchu u Fürstenfeldbrucku jako poustevnice. O místě pobytu prý rozhodli voli, táhnoucí její vozík, a níc tu nečekaně začal vyzvánět zvon. Důvodem její emigrace byla snaha uniknout sňatku a uchovat si panenství.

## Působení v Bavorsku
V Bavorsku obývala vykotlanou lípu u místního kostelíka a žila tu 35 let jako kajícnice a poustevnice. Učila poutníky číst, psát a vyučovala základům křesťanské víry. Radila též při problémech s chovem dobytka. Dnem jejího svátku je 26. únor.